# Thorsten Fink
Thorsten Fink (født 29. oktober 1967) er en tysk tidligere fodboldspiller.